# Danis irregularis
Danis irregularis är en fjärilsart som beskrevs av Ribbe 1899. Danis irregularis ingår i släktet Danis och familjen juvelvingar. Inga underarter finns listade i Catalogue of Life.